# Casse-Rayons
Vous êtes invité à donner votre avis sur cette page de discussion, de manière argumentée en vous aidant notamment des critères d’admissibilité ou en présentant des sources extérieures et sérieuses.  
Après avoir apposé le modèle {{Admissibilité}} sur une page, suivez les étapes expliquées sur Wikipédia:Débat d'admissibilité/Aide :
| 1. | Créez la page de débat d'admissibilité.                                                                      | Sauvegardez d’abord la page pour l’initialiser puis indiquez votre motivation.      |
| 2. | Important : ajoutez une entrée dans la section Débat d'admissibilité du jour.                                | Utilisez ce texte : *{{L\|Casse-Rayons}}                                            |
| 3. | Pensez à informer les contributeurs principaux de la page et les projets associés lorsque cela est possible. | Utilisez ce texte : {{subst:Avertissement débat d'admissibilité\|Casse-Rayons}}~~~~ |

 (février 2025).
Il peut être nécessaire de l'améliorer pour respecter le principe de neutralité de point de vue. Veuillez consulter la page de discussion pour plus de détails.

 (février 2025).
Les Casse-Rayons est un club de monocycle basé dans le quartier de Saint-Jean à Genève, en Suisse et fondé en 1994. Il est en 2024, le seul club actif de Suisse romande.
Il est plusieurs fois champion du monde en mono-basket et obtient plusieurs titres mondiaux en monocycle freestyle. Pionnier dans le domaine du freestyle en Europe dans les années 1990 et au début des années 2000, le club des Casse-Rayons est considéré comme ayant joué un rôle important dans le développement du monocycle freestyle en Europe.
Il donne également des spectacles.

## Historique

### Fondation du Club
Les Casse-Rayons sont fondés en 1994. C'est le seul club de monocycle de Suisse romande en 2024.
Le club naît à la suite d'une publication dans le quotidien La Côte d'un article dans lequel Julien Ferrari lance un appel en vue de constituer une équipe de hockey à monocycle (en),[source insuffisante].
Le club commence dans la salle paroissiale du temple de Saint-Jean à Genève avant de migrer ensuite vers le cycle d'orientation de Cayla,. En 1998, en raison de travaux de rénovation le club déménage au CEC Nicolas Bouvier puis y reste par la suite[réf. nécessaire].

### Premiers succès
En 1995, ils deviennent vice-champions d'Europe de mono-basket à Cannes en France.
L'année suivante, lors des 8es championnats du monde de monocycle qui se déroulent à Guildford en Angleterre, ils remportent la médaille d'argent en mono-basket et Julien Monney remporte la médaille d'or en Standard Skills (figures imposées) dans la catégorie experts en technique.

### Organisation d'Eurocycle 1997 à Nyon
Du 11 au 13 juillet 1997, les Casse-Rayons organisent les championnats d'Europe de monocycle, baptisés Eurocycle '97 à Nyon. Cet événement rassemble environ 150 compétiteurs venus de toute l'Europe,.

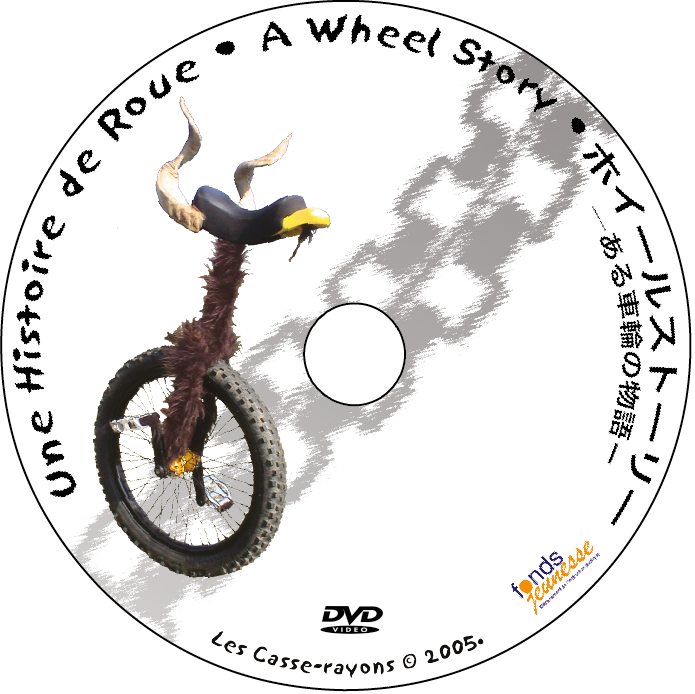
Une Histoire de Roue - Film réalisé en 2005 par le club de monocycle de Genève "Les Casse-Rayons".

En 2004, pour leur dix ans d'existence, les Casse-Rayons réalise un film intitulé Un histoire de roue, sorti en DVD l'année suivante.

## Palmarès sportif
Depuis sa création, les Casse-Rayons ont remporté plusieurs médailles au niveau internationales en mono-basket, en athlétisme à monocycle (saut en hauteur, coasting et gliding) et dans les disciplines artistiques (individuel freestyle, Standard Skills et Open‑X).

### Disciplines artistiques
- 2024 –  : Joachim Ciocca en freestyle artistique individuel expert[note 4] à l'Unicon 21 à Bemidji (Minnesota, États-Unis)[12].

- 2018 –  : Joachim Ciocca en freestyle artistique individuel expert[note 4] à l'Unicon 19 à Ansan (Corée du Sud)[13],[14].

- 2012 –  : Joachim Ciocca en freestyle artistique individuel expert lors de l'Unicon 16 à Brixen (Italie)[15].

- 2004 –  : Julien Monney en Open-X freestyle[note 6] lors de l'Unicon 12 à Tokyo (Japon)[10].

- 1996 –  : Julien Monney en standard skills[note 5] lors de l'Unicon 8 à Guildford (Angleterre)[6].

### Athlétisme à monocycle
- 2022 –  : Joachim Ciocca en coasting[note 3] lors de l'Unicon 20 à Grenoble (France)[16].
- 2004 –  : Joachim Ciocca en saut en hauteur lors de Unicon 12 à Tokyo (Japon)[10].
- 2000 -  : Julien Monney en coasting 10 mètres à Pékin (Chine)[11].

### Mono-basket

#### Championnats du monde
- 2024 –  : champions du monde lors de l'Unicon 21 à Bemidji (Minnesota, États-Unis)[12],[17].
- 2022 –  : vice-champions du monde lors de l'Unicon 20 à Grenoble (France)[16].
- 2018 –  : vice-champions du monde lors de l'Unicon 19 à Ansan (Corée du Sud)[18].
- 2016 –  : médaillés de bronze lors de l'Unicon 18 à Donostia (Espagne)[19].
- 1996 –  : vice-champions du monde lors de l'Unicon 8 à Guildford (Angleterre)[6].

#### Championnats d'Europe
- 1997 –  : champions d'Europe lors d'Eurocycle à Nyon (Suisse)[20].
- 1995 –  : vice-champions d’Europe à Cannes (France)[5].

## Spectacles
Il se donne en spectacle à Antigel en 2023.